# Секвенування білків
Секвенування білків (від англ. protein sequencing — «визначення послідовності») — набір методів встановлення первинної структури білків.

## Методологія
Кожна жива клітина містить білки, які мають велике значення для кожного біологічного процесу. Структура білків дуже складна і включає кілька рівнів організації. Першим кроком визначення цієї структури є секвенування, тобто встановлення амінокислотної послідовності поліпептидних ланцюжків, що складають білок. Наступним кроком є визнчення його конформації та встановлення небілкових молекул, зв'язаних із білком. Встановлення структури білків дозволяє визначити його функцію та механізм роботи, що є важливим інструментом розуміння внутрішньоклітинних процесів, та дозволяє розробляти ліки та інші методи впливу на роботу клітин.
Два основних прямих методів секвенування білків включають мас-спектрометрію і реакцію едманівської деградації. Також можливо встановити послідовність амінокислот за допомогою встановлення нуклеотидної послідовності відповідної ДНК або мРНК, якщо вона відома. Крім того, існує ряд інших реакцій, що дозволяють отримати обмежену інформацію про послідовність білка, і зазвичай використовуються для попереднього грубого аналізу білків.